# 星のカービィ スーパーデラックス
『星のカービィ スーパーデラックス』（ほしのカービィ スーパーデラックス）は1996年3月21日に任天堂より発売されたスーパーファミコン用ゲームソフトである。開発元はハル研究所。略称は「SDX」や「スパデラ」など。『星のカービィシリーズ』の日本における第7作目、アクションゲームに限定すれば4作目にあたる。
日本国外では『Kirby Super Star』という名称で発売され（フィンランドなど一部例外あり）、同年9月20日にアメリカで、1997年1月23日にはヨーロッパで発売された。

## 概要
スーパーファミコン用に作られた『星のカービィ』シリーズのアクションゲーム。シリーズの生みの親である桜井政博ディレクターが手がけた作品で、「万人向け」というコンセプトがより推し進められた内容となっており、下記のように遊び方をプレイヤーに委ねることで初心者から上級者まで楽しめる作りになっている。
カービィの最大の特徴であるコピー能力は『星のカービィ 夢の泉の物語』から受け継がれたものを基本としながら、コピーごとに多彩なアクションを用意するなど、大幅な拡張がなされている。初心者に対しては簡単な操作で強いコピー能力、上級者に対しては複雑な操作を要求し、かつ奥深い性能を持つコピー能力を用意するなど、コピー能力によってプレイヤーを棲み分けるシステムはより顕著に現れている。
また、本作品は当時としては珍しい「2人同時プレイのできる横スクロールアクションゲーム」であり、カービィの使うコピー能力をそのまま使用できる「ヘルパー」システムが用意されている。
7種類のアクションゲームモードと2種類のサブゲームが用意され、このうちプレイしたいタイトルを自由に選べるオムニバス形式がとられており、ボリュームアップと手軽さを両立した。また、初心者にも配慮し、ゲーム開始時に「しょしんしゃのへや」という操作練習（チュートリアル）を用意している。
特典としてスーパーファミコン本体が4000円お得の割引クーポンが付属。同じ月に発売された『スーパーマリオRPG』の本体割引クーポンとの併用はできない。
2008年11月6日、本作のリメイク作品にあたる『星のカービィ ウルトラスーパーデラックス』（ニンテンドーDS用ソフト）が発売された。また、バーチャルコンソールで2009年10月13日よりWii向けに、2013年5月1日よりWii U向けに配信が開始された。2019年12月12日にはNintendo Switch Online加入者向けサービスであるスーパーファミコン Nintendo Switch Onlineにてプレイ可能なタイトルに追加された。 
後の『ウルトラスーパーデラックス』開発理由が「カービィ15周年記念として」であるなどシリーズ中でも人気の高い作品で、Wiiバーチャルコンソール版は「人気タイトル（週間ダウンロード数）」の上位に入る常連の作品となっている。
2012年7月19日に発売されたWii用ゲームソフト『星のカービィ 20周年スペシャルコレクション』に収録されたほか、2017年10月5日に発売されたスーパーファミコンの復刻版「ニンテンドークラシックミニ スーパーファミコン」にプリインストールされる21作品の一つとして収録されている。

## ゲームモード

### アクションモード
はるかぜとともに
難易度:★
「プププランドから食べ物を奪ったデデデ大王を倒し、食べ物を取り返す」というストーリー。
カービィシリーズ第1作目『星のカービィ』のリメイクのようなモード。ゲーム中の基本要素を押さえており、プレイしながら操作方法を覚えることができる。難易度は非常に低い。また、1作目のステージ2「CASTLE LOLOLO」が「FLOAT ISLANDS」に組み込まれていて、ボスはロロロ&ラララとなっている、アイテムの配置が異なるといった色々な変更点が各所にある。初回プレイではボスの体力が低く設定されている。「つづきから」でクリア済みの好きなステージからプレイ可能である。ゲームオーバー時のコンティニュー画面のBGMが他のモードと異なっている。ラストボスは「デデデ大王」。
ボスステージには、マリオシリーズのキャラクターであるマリオとルイージとキノピオとキャサリンが観客としてゲスト出演している。
白き翼ダイナブレイド
難易度:★★★
「プププランドの作物を荒らす巨鳥“ダイナブレイド”を懲らしめに行く」というストーリー。
純粋なアクションゲームだが、「はるかぜとともに」とは違い、クリア済のステージは何度でも選択することができる。また、ステージ2と4に隠されたスイッチを押すことでマップ上にコピー能力お試し部屋が出現し、特定のコピー能力を除きほとんどのコピー能力を試すことができる。ラストボスは「ダイナブレイド」。
また、このストーリーでは中ボスのアイアンマムがマップ上を動いていて（『スーパーマリオブラザーズ3』のハンマーブロスに近い）、接触するとバトルとなる。
激突! グルメレース
難易度:?
グランプリとタイムアタックの2つのモードがある。コースは3つ。
グランプリ
デデデ大王と食べ物を取りながらレースする。全てのコースで戦い、より点数の高い方の勝利。点数は、食べ物1つにつき1点（マキシムトマトは3点）、レース1勝利につき30点。難易度は低いので、最後にはどれだけ高い点数を取れるかを競うことになる。
タイムアタック
より速いタイムでゴールするのを競う。コースごとに1/100秒単位でタイムが計測・保存される。デデデ大王と食べ物は出てこないが、1分以内の記録を出すと自己ベストの速さで動くゴーストが出現し、記録更新の目安となる。

洞窟大作戦
難易度:★★★★
「ピクニックに行く途中に大きな穴に落ちてしまったカービィが、宝物を探しながら洞窟を脱出する」というストーリー。
大きく4つのエリアから構成され、それぞれのエリアにボスがいるが、最後のエリアまでゴールが存在しない。その代わり、各エリア（最初のエリアを除く）のスタート地点にセーブポイントが設けてある。宝物は全60個存在し、様々なコピー能力の特性を活用しなければ入手できないが、一応1つも入手せずともクリアは可能（その際はラストで専用メッセージが表示される）。宝物にはユニークなアイテムのほか、「トライフォース」「どせいさんのぞう」など他の任天堂ゲームに関連するアイテムも登場する。
メタナイトの逆襲
難易度:★★★★
「白き翼ダイナブレイド」をクリアすると遊べる。
「戦艦ハルバードに乗り、プププランドを征服せんとするメタナイトの野望を阻止するため、カービィが立ち向かう」というストーリー。
「いつになくマジな雰囲気」がルールにも反映され、ステージごとに制限時間が設定されており、一刻を争う時間との戦いとなる。画面下側に敵の会話が表示されるため、物語的な要素も楽しめる。また、敵のセリフが冒険のヒントになったりもする。ハイスコア表示はスコアではなくクリアタイムになっており、タイムアタックとしての遊び方もできる。隠しルート、隠し部屋もいくつか存在する。ラストボスは「メタナイト」。
銀河にねがいを
難易度:★★★★★
「洞窟大作戦」「メタナイトの逆襲」をクリアすると遊べる。
「カービィたちの住む星ポップスター上空で太陽と月が突如大喧嘩。魔法使い“マルク”により、願いをかなえる力をもつ大彗星“ギャラクティック・ノヴァ”の存在を知り、太陽と月の喧嘩を止めるためにノヴァを呼びだすように頼まれる。滅茶苦茶になった昼夜を戻すため、カービィはノヴァを呼ぶために七つの星々を廻る」と言うストーリー。
このシナリオは通常と違い敵を吸い込んでもコピー能力を得ることができない（ただし「クラッシュ」「ペイント」「スリープ」「コック」などの一発系の能力の敵はコピー可能、それらの敵を2体以上同時に吸い込んでのミックスコピーおよび「ぶんせきのひかり」での通常のコピー能力取得も可能である）。その代わり、各星に設置されている「コピーのもとデラックス」をとることで能力を何時でも（ボス戦中でも）使用することができ、それに関連した隠しステージも存在する。ゲームオーバー後のコンティニュー画面のBGMが他のモードと異なる専用の物となっている。ラストボスは「マルク」。
格闘王への道
難易度:★★★★★★
「銀河にねがいを」をクリアすると遊べる。
上記のモードで登場したボス（一部中ボス軍団やザコ敵のワドルディを含む）と闘い、勝ち抜いていくという内容。最初にコピー能力を選択することができ、2人プレイも可能である。また、各戦闘の間にインターバルがあり、コピーのもと（ランダムに2つ）による能力の変更や、マキシムトマト（5つ用意されている）で体力の回復ができる。全試合勝ち抜いた時にクリアタイムが表示されるため、タイムアタックとしての遊び方もできる。コンティニューはできないためライフがゼロになると最初からやり直しとなる。全19戦で、1戦目のボスはワープスターに乗るまで不明だが、2戦目以降はインターバルで分かるようになっており、最後は必ずマルクと戦うことになる。クリアするとサウンドモードが追加される。
このシステム（ボスと連戦、インターバルには数個の回復アイテム）は桜井が後に開発に携わった「大乱闘スマッシュブラザーズDX」のオールスター、「大乱闘スマッシュブラザーズX」のオールスターおよびボスバトルとして収録されている。

### サブゲーム
どちらのゲームも使用するのはAボタンのみ。対COM戦と対2P戦がある。2Pキャラは対COM戦のキャラのいずれかランダム。
かちわりメガトンパンチ
瓦割りのようなゲーム。ゲージが高いところにきたらボタンを押し、動いている2つの照準を重ねて、最後にタイミングをはかるという3つの手順をこなしてポップスターをかち割るゲーム。威力によって星の割れ具合が変わる。威力は単位Mt.（メガトン）で数値化され、最低は2mt,最高は201Mt.である。最高になるとひび割れが星を貫通する。マリオやルイージなどが観客としてゲスト出演している。
対COM戦の対戦相手は1番手「ワドルディ」、2番手「ナックルジョー」、3番手「アイアンマム」。
『星のカービィ 鏡の大迷宮』のサブゲームのひとつである「ギガトンパンチ」はこのサブゲームのリメイク版である。
刹那の見斬り
「!」マークが出た瞬間に相手よりも早くボタンを押すゲーム。反射神経が問われる。
対コンピュータ戦では易・中・難の3つのレベルがあり、それぞれ5体の敵と戦う。勝ち進むほどタイミングがよりシビアになる。対戦相手は1番手は「ワドルドゥ」、2番手は「ウィリー」、3番手は「コックカワサキ」、4番手は「デデデ大王」、5番手は「メタナイト」。それぞれ服装が和風になっている。
画面右には二桁の数字が書かれた看板があり、ここには「!」が出現してからボタンが押されるまでにかかった時間が表示される。単位は1/60秒で、最低は99,最高は0（本当の意味での0ではなく、タイム1未満の速度だったという意味）である。「!」が出る前にボタンを押すと仕切り直しになり、これを2回行うと負けとなる。また、相手とタイミングが重なると両者仕切り直しとなり、ノーカウントとなる。
『夢の泉の物語』の「はやうちカービィ」に相当するミニゲームだが、引き分けが再勝負となる点が若干異なる（「はやうちカービィ」には引き分けがない）。
『星のカービィ 夢の泉デラックス』のサブゲーム「刹那の見斬り改」はこれをモデルとしている。

## ステージ

### はるかぜとともに
STAGE1 GREEN GREENS
プププランド周辺の草原と森のステージ。練習に良く、初心者向け。中ボスはポピーブロスSr.。ボスはウィスピーウッズ。
STAGE2 FLOAT ISLANDS
トロピカルな島のステージ。中ボスはMr.フロスティ。ボスはロロロ&ラララ。
STAGE3 BUBBLY CLOUDS
雲の国のステージ。中ボスはクラッコJr.とボンカース(隠し扉を見付ければ戦える)。ボスはクラッコ。
LAST STAGE Mt.DEDEDE
デデデ城がそびえ立つ山。扉に入るといきなりデデデ大王との対決になる。

### 白き翼ダイナブレイド
STAGE1 ピーナッツ平原
草原のステージ。コックカワサキが初登場。
STAGE2 マシュマロ城
お城のステージ。強制スクロール面が初登場。
STAGE3 ココア洞窟
洞窟のステージ。極暑のエリアと極寒のエリアがある。スープレックス（バグジー）が初登場。
STAGE4 キャンディ山
山のステージ。ラストは中ボスラッシュで、2体同時バトルが初登場。
STAGE5 ダイナブレイドの巣
作物を荒らすダイナブレイドとの対決のみのステージである。
STAGE E VSアイアンマム
中ボスのアイアンマムとの戦い。一度倒すとマップから消える。
能力おためし部屋1,2
あるステージにあるスイッチを押すことで入れる。マキシムトマトと各種コピーのもとがあり、敵キャラクター相手にコピー能力を自由に試せる。

### 激突! グルメレース
COURSE1 かぼちゃグランド
途中で水や星ブロック、多少の段差がある以外はほぼ一直線となったコース。このコースのBGMはCOURSE3とは共通で、後のシリーズ作品多数や『大乱闘スマッシュブラザーズ』シリーズなどにも使われており、2000年代後半以降にはMAD動画がニコニコ動画をはじめとする動画共有サイト上で多数作られている。
COURSE2 もろこしホール
起伏の激しい洞窟の中を進むコース。コースが上段と下段に分かれている箇所がいくつかあり、食べ物も上下にばら撒かれている。ジャンプと飛行をいかに上手く使うかがポイントとなる。
COURSE3 たまねぎガーデン
長い直線や縦穴、水中などが存在し、かなり入り組んだ構造をした空の宮殿を進むコース。スタートしてすぐに5種類のコピーのもとがあり、コピー能力を使用することができる。手に入れたコピーをいかに上手く使うかが速く進むポイントとなる。

### 洞窟大作戦
AREA1 地底の木々（宝物13個）
密林のエリア。ボスはファッティホエール。
AREA2 水晶の畑（宝物16個）
水晶のエリア。ボスはバトルウインドウズ（スライム・おどりにんぎょう・まほうつかい）。バトル時のBGMは通常のボスBGMをファミコン風にアレンジしたもの。
AREA3 古代の塔（宝物16個）
塔のエリア。ボスはガメレオアームだが倒さなくても神秘の楽園に行ける。
AREA4 神秘の楽園（宝物15個）
奇麗な楽園のエリア。ボスは魔人ワムバムロック。

### メタナイトの逆襲
CHAPTER1 後部甲板-ロケットノズル前
発進前の戦艦ハルバードに潜入する。ボスはヘビーロブスターだが、倒す必要はないうえ、戦っている内にハルバードが発進してカービィは吹き飛ばされる。スタート地点付近で、一度わざと自滅すると、復活した時、スタート地点より左側へ行けるようになる。左端にはウィリーがいる。
CHAPTER2 海-海底洞穴-離島
近くの海岸へ飛ばされる。ボスはウィスピーウッズとツインウッズ。このステージ冒頭でメタナイトが言っている「グレープガーデン」とは、『夢の泉の物語』のLEVEL4のことである。
CHAPTER3 森-山
ハルバードを追ってうっそうとした森に入る。ボスは無しだが、最後にダイナブレイドが登場し、ダイナブレイドに乗ってハルバードへと向かう。
CHAPTER4 甲板-戦艦内部-主砲前
ダイナブレイドの助けを得て再びハルバードに乗り込む。ボスは二連主砲。
CHAPTER5 甲板-戦艦側部-左ウィング-ダクト-右ウィング近辺
ダクトから内部に侵入する。ボスはヘビーロブスター。
CHAPTER6 戦艦側面-戦艦底部-戦艦内部中央付近-リアクター
ハルバード核心部へと突き進む。ボスはリアクター。
CHAPTER7 戦艦内部後方付近-ブリッジ-展望台
メタナイツとの最後の戦いを経て、メタナイトとの直接対決となる。
CHAPTER8 後部甲板
墜落寸前のハルバードから50秒以内にウィリーライダーで脱出する。メタナイトが飛行モードに変化して追ってくる。このメタナイトは、体力ゲージこそ表示されるがダメージは与えられない。

### 銀河にねがいを
草花の星 フロリア (Floria)
四季が存在し、扉に入ることでそれを切り替えて進む星。ボスはツインウッズ。
水の星 アクアリス (Aqualiss)
大部分がきれいな水で覆われている星。ボスはファッティホエール。
大空の星 スカイハイ (Skyhigh)
陸地が確認できず、雲をわたって進む。後半部は迷宮のような造りになっている星。ボスはクラッコ。
灼熱の星 ホットビート (Hotbeat)
表面温度が非常に高く、溶岩が煮えたぎっている星。ボスはガメレオアーム。
洞穴の星 ケビオス (Cavios)
広い洞窟の中を進む。入り組んだ造りになっており、道に迷いやすい星。ボスは魔人ワムバムロック。
機械の星 メックアイ (Mecheye)
大地のほとんどが機械化されている星。ボスはヘビーロブスター。
常夜の星 ハーフムーン (Halfmoon)
星の半分しか光が当たらない星。地形は密林だったり星屑だったりとまちまちである。ボスはバトルウインドウズ（まほうつかい・あくまのきし・レッドドラゴン）。
ギャラクティック・ノヴァ (Nova)
他のステージとは異なり、スターシップに搭乗しての強制横スクロールシューティングとなる。ボスはギャラクティック・ノヴァの核とマルク。
???
背景に溶け込むように隠れた星。単純にシナリオを攻略するだけならクリアする必要のない星だが、クリアしないとクリア率が100%にならない。深部でコピーのもとデラックス「コピー」が入手できる。地形は単調で、コピー能力を盗む敵・タックがたくさんいる。ボスはなし。またこの星にはタック以外にコピー能力「クラッシュ」が得られるボンバーも数体いる。この星はタックとボンバー以外の敵は登場しない。

## ゲームシステム
以前のシリーズ作品から、操作方法の一部（空に浮く、コピー能力使用など）が若干改められている。

### 体力
カービィの体力について、以前のシリーズでは敵に触れたり、攻撃を6発受けると1ミス扱いとなるポイント制であったが、本作で初めて、敵に触れたり、攻撃によって受けるダメージ量が異なるゲージ制を採用している。そのため、以前のシリーズでは敵に触れると、ライフが1つ減るとともに敵が消滅していたが、今作では触れてもこちらがダメージを受けて弾かれるだけで消滅しない（接触によるダメージが大していかない）ため、何度も触れると必然的にやられてしまう。新たに「ガード」のアクションが加えられ、ガード中はほとんどの攻撃のダメージを無効化することができる（一部、ガードしても体力を削られる技や、投げ技などガードが通用しない技もある）。また、過去の作品では回復アイテムが「マキシムトマト」と「元気ドリンク」の二種類のみだったが、本作では野菜からお菓子まで様々な食べ物が回復アイテムとして導入されている。なお、食べ物には餅や寿司、おにぎりなど和風のものも含まれているが、認知度を考慮してか、海外版ではクッキーやホットドッグ、クレープなどに置き換えられている。

### ヘルパー
カービィが通常の能力をコピーしていた時、その能力を持つヘルパーを作ることができる。前述の通り、コンピューターに操作を任せるか、2プレイヤーが操作する。また、2プレイヤーが、1プレイヤーがヘルパーを呼び出せる何らかの能力を持っているときにコントローラーの何かしらのボタンを押すことでも出現させることができ、その際は、最初から2プレイヤーに操作権がある状態で出現する。
ヘルパーは基本的にはその能力を宿した敵キャラクターの外見をとり（後述）、性能や操作方法がほぼカービィと同じでも、扱える技が異なる者・独自の特徴を持つ者なども存在する。全てのヘルパーが水中でも攻撃可能である一方、カービィでいうところの「すっぴん」状態が無いため、ハンマーの「爆裂ハンマー投げ」や「一発系コピー」など、使用後にすっぴんに戻るコピー技は使用できない。「コピー」のヘルパー「タック」で「一発系コピー」を持つ敵キャラをコピーすると通常コピーからランダムで選ばれることになる。
強制スクロール以外の場面では、画面はカービィの移動にあわせて動く。ヘルパーがスクロール外に出たりAボタンを押すと、星となってカービィのもとへ飛んで移動できる。また、穴に落ちても強制スクロールにはさまれても1発アウトではなく、同じようにカービィのもとへ移動する。また、ホバリング中のカービィの足に重なって十字キー上を押すと、押している間カービィの足に捕まることができる。その際カービィの落下速度が速まり、上昇速度が遅くなる。
さらに、Aボタンを押し続けることで星になり続けることができ、カービィの後ろに隠れ（重なり）、カービィの移動についていくことで危険な場所を切り抜けることができる。
カービィかヘルパーのどちらかが回復アイテムや無敵キャンディを取り、すぐにもう一方のキャラとくっつくことで、同じ効果（回復アイテムは食べてからあげるまでの時間によって与えられた側の回復量が変わる）を得ることができる（口移し）。口移しのシステムは後のシリーズでも採用された。
ヘルパーの防御力はカービィより低めに設定されている。体力がなくなるか、Aボタンを連打すると体が爆発し、“ハイパー状態”となる。後者の場合、時間と共に体力が徐々に減っていく。そのときに通常のコピー能力を持つ敵に触れると、体力を全回復、触れた敵を消滅（ザコキャラに限る）してそのコピー能力のヘルパーに変身する。ただし、変身しないまま時間がたつと動きが徐々に鈍くなり、最終的にヘルパーが消滅する。なお、ヘルパーがいるときにカービィがやられた場合、コンピューター操作時はヘルパーも消滅するが、2P操作時はヘルパーが残った状態で再開する。

## コピー能力
本作では、単発系のものを除き、1つのコピー能力で複数の技を使用することができる。各技はポーズ時の説明画面でコマンドを参照できる。格闘ゲームのような複雑なコマンドは少ない。
本作では、コピー能力を得ると、色だけでなくその能力に応じた帽子や装飾品を身に着ける形となり、ヘルパーのようにカービィがどの能力を持っているが明示し、画面下のUIを見ずとも判断できるようになっている。アニメでもこの形式が採用され、『夢の泉デラックス』以降の作品ではこれがスタンダードな形となる。

## 登場キャラクター

### 主人公
カービィ
本作の主人公。「はるかぜとともに」では、デデデ大王に盗まれたプププランド中の食べ物を取戻すために、「白き翼ダイナブレイド」では、作物を荒らすダイナブレイドの退治のために、「メタナイトの逆襲」では、メタナイトの制圧を阻止するために、「銀河にねがいを」では、太陽と月の喧嘩を鎮めるために旅立つ。

### ボスキャラクター
『メタナイトの逆襲』に登場するボスは別項も参照。
ウィスピーウッズ
「はるかぜとともに」ステージ1（GREEN GREENS）のボス。「メタナイトの逆襲」の中ボスとしても登場。カービィシリーズではおなじみの顔のある木。空気砲とりんご落としで攻撃してくる。
ロロロ&ラララ
「はるかぜとともに」ステージ2（FLOAT ISLANDS）のボス。星のカービィから再登場。ブロックを運んでいる2人組。元ネタは「エッガーランド」の主人公、ロロとララ。稀にゴルドーを運ぶこともある。GB版と異なり、段差を通過できる床は、そもそもカービィが乗ることができない。
クラッコ
「はるかぜとともに」ステージ3（BUBBLY CLOUDS）のボス。「銀河にねがいを」skyhigh（スカイハイ）ステージにも登場。トゲの生えた雲に目玉が付いたような姿で、突進と稲妻攻撃が得意。接触すると感電してしまう。
デデデ大王
「はるかぜとともに」のラストステージであるステージ4（Mt. DeDeDe）のボスであり、「はるかぜとともに」のラストボス。「激突! グルメレース」、「刹那の見斬り」ではライバルとして登場する。
ダイナブレイド
「白き翼ダイナブレイド」のラストボス。巨大な鳳凰。飛行能力を生かした攻撃を主とし、ガードを無力化する攻撃も持つ。倒すと、作物を荒らしていた理由が分かる。「メタナイトの逆襲」では、カービィを戦艦ハルバードに運んでくれる。
ファッティホエール
「洞窟大作戦」のボスの一体。「銀河にねがいを」Aqualiss（アクアリス）ステージにも登場。セーラー服とパイプが特徴な鯨。その巨大な体を利用した攻撃が得意。天井から落ちてくる岩を飲み込むと「ストーン」をコピーできる。
バトルウインドウズ
「洞窟大作戦」のボスの一体。「銀河にねがいを」halfmoon（ハーフムーン）ステージにも登場。コンピュータ画面のようなウィンドウから順番に3体のモンスターが現れ、プレイヤーターン（敵が無防備）と敵ターン（敵への攻撃が一切無効）を一定時間で交互に繰り返す、RPGのような戦闘を行う。モンスターの出現パターンは「洞窟大作戦」と「銀河にねがいを」で異なり（「格闘王への道」では「銀河にねがいを」と同じパターン）、後者のパターンは強いモンスターが現れる。与えたダメージが具体的に数値として確認できるため、コピー能力の攻撃の威力を測る指標にもなる。すっぴん状態での撃破は非常に難しく、プレイヤーターン時には左右にコピーのもとがランダムで出現する。
モンスターを倒すと「経験値を獲得しステータスが上昇した」という表示が出るが、ゲーム本編とは無関係である（ゲーム中も（いみがない）と表示されている）。この表示は「格闘王への道」では省略されている。
スライム
「洞窟大作戦」での1体目のモンスター。体力が低い上攻撃手段も無いに等しい。
躍り人形
「洞窟大作戦」での2体目のモンスター。ピエロの姿をしている。攻撃以外に、踊ったり、眠ったり、泣いたり、核爆弾のスイッチを押したりするが、どれもスカ技である。
魔法使い
「洞窟大作戦」での3体目のモンスターで、「銀河に願いを」での1体目のモンスターでもある。この辺りから隙がなくなってくる上、身を固めたりする（この次の自分のターンは与えるダメージを大幅に軽減されてしまう）。炎の魔法を始め、様々な魔法を使う。
悪魔の騎士
「銀河に願いを」での2体目のモンスター。攻撃、体力ともに一流の強敵。気合をためると、暫く攻撃力が上がる（とはいえ、ガード削りでないものはガードすればダメージを受けずにすむ）。
レッドドラゴン
「銀河に願いを」での3体目のモンスターで、バトルウィンドウズ最強のモンスター。攻撃がかわしづらく、星型弾もすさまじい速さで撃ってくる。HPも高い。

ガメレオアーム
「洞窟大作戦」のボスの一体。「銀河にねがいを」hotbeat（ホットビート）ステージにも登場。カメレオンのような生物。舌を伸ばしてカービィを飲み込み、口から3つの弾を吐き、背景と同化して姿を隠してくる。伸縮自在の2本の足で移動や攻撃を行う。吐き出す弾を飲み込むと、「ペイント」をコピーできる。体色のパターンは6色ありランダムで決まり登場する。
魔人ワムバムロック
「洞窟大作戦」のラストボス。「銀河にねがいを」cavios（ケビオス）ステージにも登場。巨大な顔と岩でできた手首のみの存在。攻撃に用いる手のみ当たり判定がある。落ちてくる岩を飲み込むと「ストーン」をコピーできる。
ヘビーロブスター
「メタナイトの逆襲」のボスの一体。「銀河にねがいを」mecheye（メックアイ）ステージにも登場。メタナイト等が作り出したロボット兵器。重量級ながら動きは軽快。
小さいヘビーロブスターや炎を出して攻撃する。また、時々出してくるペイントスライムを飲み込むとペイントをコピーできる。ペイントでダメージを与えると目が見えなくなり、プレイヤー位置と関係なく攻撃行動をとるようになる。「メタナイトの逆襲」でこの攻撃を行うと専用メッセージが流れる。
「メタナイトの逆襲」CHAPTER1のボスとして登場するのが初だが、ここでは倒す必要は無い。
ツインウッズ
「メタナイトの逆襲」のボスの一体。「銀河にねがいを」floria（フロリア）ステージにも登場。ウィスピーウッズが2体並んだ姿。ウィスピーウッズに比べ、若干攻撃の種類が多いのが特徴で、木の幹を回転させてゴルドーや毛虫を落としたり、幹の一部を切り取ってキャッチボールをして攻撃してくる。一個体の体力はウィスピーウッズよりも低い。
二連主砲
「メタナイトの逆襲」のボスの1体。戦艦ハルバードの主砲。上部にアンモナイトの殻のような円形の大砲、下部にレーザー砲がある。主砲は後ろに回転して装填した巨大な鉄球を発射し、レーザー砲は一定時間後にレーザーを射出する。体力ゲージでの表示があるのは主砲のみだが、レーザーはある程度の攻撃で破壊が可能。また時折マジックハンドが出現し、爆弾を投下したり、捕まえたカービィをレーザーの先に誘導したり、地面に叩きつけたりする。カービィかヘルパーが叩きつけを受けた時に真下に相棒がいた場合、その行為にも攻撃判定がある。
リアクター
「メタナイトの逆襲」のボスの1体。戦艦ハルバードの心臓部で、いわば動力源を守る防衛システム。監禁した無数のウィリーを動力源としている。黄金のレーザー大砲の姿をしている。他のボスキャラクターと異なり、カービィの攻撃は一切受け付けない。倒すには、時折出現するレーザーを弱点のコアに誘導する必要がある（計3発）。誘導レーザーや地面の発火装置など、攻撃手段に使うオプションは破壊可能だが、次の攻撃で修復される。
メタナイト
「メタナイトの逆襲」のラストボス。戦艦ハルバードでプププランドの征服を目論む。プレイヤーかヘルパーのどちらかがステージ中央に刺さった剣をとる（能力がソードになる）か、剣を取らないまま一定時間経過するまで攻撃を仕掛けてこない。不規則かつ素早い動きで翻弄し、剣による斬りつけや竜巻を飛ばして攻撃する。倒すと身に付けている仮面が割れて一瞬だけ素顔をさらけ出すが、すぐに一旦退散する。
ハルバードから脱出する際飛行しながらこちらを追いかけてくるので、プレイヤーはウィリーライダーに乗り50秒以内に逃げ切らなければならない。
大彗星ギャラクティック・ノヴァ
「銀河にねがいを」のボスの一体。機械仕掛けの大彗星で、銀河の7つの星を繋いでパワーを集めることで、呼び寄せることができる。どんな願いも叶える力を持つが、願い事の良し悪しに関わらず、悪意のある願いも聞き入れてしまうため、マルクの願い通り、ポップスターへの侵攻を開始する。
本体と対決する訳ではなく、彗星そのものがシューティングゲーム形式のステージとなっており、ステージ内の障害物や敵などに当たるとダメージをくらう。最奥部にてボスの中心核と戦う。中心核そのものには攻撃は届かないが、部屋を周回する八本の柱を破壊することで機能を停止し、撃破となる。柱が破壊されるごとにスピードが増し、5本破壊されると移動が逆になる。柱は弱点部分以外はこちらにもダメージ判定は無いものの、柱と画面端に挟まれると一撃でミスとなる。
マルク
「銀河にねがいを」のラストボスであり、本作における実質的なラストボス。ポップスターで太陽と月が大喧嘩をして昼夜がメチャクチャになった時、大彗星ギャラクティック・ノヴァを呼び寄せて喧嘩を鎮めてもらうようにカービィに頼んできた。だが実は太陽と月の喧嘩を仕組んだ張本人であり、カービィを利用して大彗星ギャラクティック・ノヴァを呼び寄せ、ポップスターを我が物にしようと企んでいた。
普段の姿は玉乗りをしている魔法使いで、変身後は口が無気味に広がり大きな翼を広げた姿になる。一人称は「ボク」であり、語尾は「 - なのサ」。正体を現した後は、不敵かつ気味の悪い笑い声を発するようになる。
本作のボスの中でも最強と言えるほどの高い戦闘力を持ち、技のバリエーションも多い(カッター、氷結弾、矢、種と蔦など)。特に口から出す大出力のビームは威力が高く、ガードも不可能。また、体力が半分になると体を縦に半分に割ってブラックホールを出現させるが、これに吸い込まれると大ダメージを受ける。カッターからは「カッター」、氷結弾からは「アイス」をコピーできる。これらの攻撃は「銀河にねがいを」プレイ時でも吸い込みでコピー可能である。ラストボスとしては珍しく第二形態がない。
倒されると吹っ飛んでノヴァに激突し、ノヴァもろとも爆発する。
「格闘王への道」では、対決する敵はランダムに決定されるが、最後は必ずマルクと戦うことになる。

### 中ボスキャラクター
括弧内は、コピーすると得られる能力。
ポピーブロスSr.（ボム）
帽子を被っており、左右に飛び跳ねている。爆弾を投げつけてくるほか、時々体当たり攻撃を仕掛けてくる。
Mr.フロスティ（アイス）
つなぎを着たアザラシ。氷を投げつけてきたり、冷気を噴射しながら襲ってくるほか、捕まると食べられてしまうこともある。
アイアンマム（ファイター）
鎧を着込み、頭にはリボンを付けている。鉄球状の手を地面に叩きつけながら攻撃してくる。本作の「かちわりメガトンパンチ」の最終戦（3回戦目）ではリボンの代わりにちょんまげをつけて登場する。
ジュキッド（スープレックス）
柔道着を着ている。捕まえて技を掛けてくるほか、エネルギー弾を撃ってくる。投げ技を食らうと確実にコピー能力が外れる。
コックカワサキ（コック）
料理人の格好をした敵。皿を投げつけてくる。捕まるとフライパンで炒められてしまう。攻撃力は高い。「コピー」の能力で攻撃すると「ソード」「ウィング」「カッター」「ビーム」のいずれかがランダムでコピーでき、止めを刺した場合のみ「コック」の能力をコピーできるという特性がある。
ボンカース（ハンマー）
木槌を持ったゴリラ。持っている木槌でたたきつけるほか、椰子の実などを投げてくる。
バグジー（スープレックス）
プロレス技を使うクワガタムシ。高速で移動したり飛行しながら捕まえてくるほか、子分を飛ばしてくる。刃属性の攻撃を半減する。
クラッコJr.
「はるかぜとともに」にのみ登場。雲がついていないクラッコのような生態。攻撃パターンはクラッコとほぼ同じ。能力は得られない。
メタナイツ
各所に登場するが「格闘王への道」には登場しない。メタナイトの部下のアックスナイト、メイスナイト、ジャベリンナイト、トライデントナイトの総称。2匹以上で同時に攻撃してくる。少し時間はかかるが、吸い込むことも可能（能力は得られない「スカキャラ」）。
ワドルディ
「格闘王への道」でボスとして登場する、体力が多いワドルディ。静止しているだけで何もしてこない。一部の技や吸い込みで瞬殺が可能。

### 雑魚キャラクター
詳細は星のカービィシリーズの登場キャラクター一覧参照。括弧内はコピーできる能力。何も書かれていない敵は飲み込む、または「コピー」でも何の能力も得られないことを示す。本作では雑魚キャラすべてに体力が存在する。
- ワドルディ
- ワドルドゥ（ビーム）
- サーキブル（カッター）
- ノディ（スリープ）
- ボンバー（クラッシュ）
- キャピィ
- ゲイター
- バイオスパーク（ニンジャ）
- ブロントバート
- カプセルJ（ジェット）
- バーニンレオ（ファイア）
- ゴルドー
- ギム（ヨーヨー）
- ウィリー（ホイール）
- ジャングルボム（ボム）
- ラブリー
- ナックルジョー（ファイター）
- ポピーブロスJr.（ボム、カッター）
- グリゾー
- シャッツォ
- ブルームハッター
- カブー
- スカーフィ（クラッシュ）
- ツイジー
- トゥーキー
- ブリッパー
- グランク
- スリッピー
- スクイッシー
- ブレードナイト（ソード）
- ダクーガ
- バードン（ウィング）
- プラズマウィスプ（プラズマ）
- ロッキー（ストーン）
- チリー（アイス）
- シミラ（ミラー）
- ウォーキー（マイク）
- タック（コピー）
- マジカルスィーパー
- モトシャッツオ
- レーザーボール（ビーム）
- バウンダー
- ぶらさがりワドルディ
- ぶらさがりワドルドゥ
- パラソルワドルディ
- パラソルワドルドゥ
- パラソルシャッツォ
- パタ
- ボルム
- ペイントスライム（ペイント）

## 他機種版
| No. | タイトル                                      | 発売日                      | 対応機種        | 開発元                        | 発売元 | メディア                              | 備考 |
| --- | --------------------------------------------- | --------------------------- | --------------- | ----------------------------- | ------ | ------------------------------------- | --- |
| 1   | 星のカービィ スーパーデラックス               | 2009年10月13日              | Wii             | 任天堂情報開発本部 ハル研究所 | 任天堂 | ダウンロード （バーチャルコンソール） | |
| 2   | 星のカービィ 20周年スペシャルコレクション     | 2012年7月19日 2012年9月16日 | Wii             | ハル研究所                    | 任天堂 | Wii専用12cm光ディスク                 | |
| 3   | 星のカービィ スーパーデラックス               | 2013年5月1日                | Wii U           | 任天堂情報開発本部 ハル研究所 | 任天堂 | ダウンロード （バーチャルコンソール） | |
| 4   | ニンテンドークラシックミニ スーパーファミコン | 2017年9月29日 2017年10月5日 | -               | 任天堂                        | 任天堂 | 内蔵ソフト                            | |
| 5   | スーパーファミコン Nintendo Classics          | 2019年12月12日              | Nintendo Switch | 任天堂                        | 任天堂 | ダウンロード                          | Nintendo Switch Onlineが必要 2022年6月10日に『星のカービィ スーパーデラックス メタナイトの逆襲バージョン』という特別版が配信 |

## 開発
本作はスーパーファミコン向けゲームとして企画されたが、スーパーファミコン向けの開発ツールが整うまでの間、企画書や仕様書に描かれたキャラクターのテストはファミコンで行われた。
カービィの技のパターンは製品版にすべて収録されたが、演出が変更されたものもある。たとえばカッター能力のエフェクトは、テスト版では白い四角として表示されたが、解像度などの都合により製品版では青い風切りに変更された。
開発に当たっては「2人同時プレイ」「格闘風アクション」、そして「オムニバス」という3つの柱が建てられた。
ヘルパーシステム（2人同時プレイ）は任天堂の宮本茂が要望・提案したものである。これは宮本が「2人同時プレイができる横スクロールのアクションゲーム」というアイデアを思いついたのだが、自身の手がける『スーパーマリオ』シリーズなどではゲームのスピード感による画面スクロールなどの問題で無理であり、もっとも適しているとして『カービィ』シリーズが抜擢された。桜井政博は考えた末に、二者を対等な関係にするのではなく、主役とわき役に分けるという方法を考案した。さらに、カービィの世界観に合わせるため、敵のコピー能力をそのまま使えるようにしようと考え、敵をそのまま味方にする「ヘルパーシステム」へと発展した。これにより、上級者が初心者を励ましながら遊べるという方法もできるようになった。
企画の段階では8つのシナリオが収録される予定だったが、ホラー作品「陽炎の館」はほかのシナリオで手一杯ということでお蔵入りとなった。

「豪華版」を意識した演出をするために、 本作のソフトパッケージは、公式タイトルロゴを使わず、桐箱に焼印を押したのを模した独特のものが使用された。

## 反響

### 後世への影響
カービィの生みの親であり、このゲームの開発者である桜井政博が後に担当した『大乱闘スマッシュブラザーズ』シリーズでは本作を参考にした要素がいくつか登場している。
- 『大乱闘スマッシュブラザーズDX』以降の作品に登場している隠しモード「オールスター」は、このソフトのシナリオ「格闘王への道」を参考に作られている[12]。
- 『大乱闘スマッシュブラザーズX』のアドベンチャーモード「亜空の使者」では、2人同時プレイや2プレイヤーのスペースジャンプなど、ヘルパーシステムを参考とした要素が登場している。
- 『大乱闘スマッシュブラザーズ SPECIAL』のアドベンチャーモード「灯火の星」や「勝ちあがり乱闘」では、マルクがボスとして登場している。

## その他
- 本作のロムカセットはグラフィック処理などのため特殊チップ（SA-1）を搭載したことで多彩な演出を実現しているが、特殊チップがデリケートであるため、接触不良や過大な衝撃などでセーブデータが破損する事例が多かった[13]。後の移植版ではメディア媒体が異なるので物理的な要因によるデータ消失は起こらないが、特定の操作手順によって発生するフリーズに起因するものは依然残存している。
- スーパーファミコン版ではボス戦勝利後など爆発を表現した場面で激しいフラッシュがあったが、ポケモンショック発生に伴い、バーチャルコンソール等の移植版やリメイク版『ウルトラスーパーデラックス』では、点滅表現に修正あるいは変更が施されている。